# 은중과 상연
《은중과 상연》(영어: You and Everything Else)은 넷플릭스에서 2025년 9월 12일 공개 예정인 대한민국의 로맨스 드라마이다.

## 제작진

### 연출
- 조영민

### 각본
- 송혜진

## 등장 인물

### 주요 인물
- 김고은 : 류은중 역
- 박지현 : 천상연 역
- 김건우 : 김상학 역

### 주변 인물
- 공민정
- 이상윤
- 장혜진
- 김재원
- 서정연